# Mill City (Oregon)
Mill City az Amerikai Egyesült Államok északnyugati részén, Oregon állam Linn és Marion megyéiben elhelyezkedő város, a salemi és az albany–lebanoni statisztikai körzetek része. A 2020. évi népszámlálási adatok alapján 1971 lakosa van.

## Története
A fűrésztelepekről elnevezett Mill City 1941-ben kapott városi rangot. Az 1888-ban épült, kezdetben San Joséban, majd Lake Oswegóban felállított vasúti híd 1919-ben került Mill Citybe; az 1967-ben felhagyott műtárgy ma gyalogoshídként szolgál.
A 2020-as erdőtűzben a város súlyosan megrongálódott.

## Népesség
A 2010-es népszámláláskor a városnak 1855 lakója, 651 háztartása és 475 családja volt. A népsűrűség 847 fő/km2. A lakóegységek száma 742, sűrűségük 338,8 db/km2. A lakosok 90,7%-a fehér, 0,4%-a afroamerikai, 1,9%-a indián, 0,4%-a ázsiai, 0,6%-a a Csendes-óceáni szigetekről származik, 2%-a egyéb, 3,9%-a pedig kettő vagy több etnikumú. A spanyol vagy latino származásúak aránya 9,2% (   )
A háztartások 36,1%-ában élt 18 évnél fiatalabb. 49,3% házas, 13,8% egyedülálló nő, 6,6% egyedülálló férfi, 30,2% pedig nem család. 22,8% egyedül élt; 8,1%-uk 65 éves vagy idősebb. Egy háztartásban átlagosan 2,72 személy élt; a családok átlagmérete 3,14 fő.
A medián életkor 36,2 év volt. A város lakóinak 27,9%-a 18 évesnél fiatalabb, 8,2% 18 és 24 év közötti, 24,2%-uk 25 és 44 év közötti, 26,2%-uk 45 és 64 év közötti, 13,5%-uk pedig 65 éves vagy idősebb. A lakosok 51,8%-a férfi, 48,2%-a pedig nő.

## Oktatás
Az 1900-as években megnyílt középiskolát az 1950-es években elköltöztették; régi épületét egy másik intézmény használta, azonban ezt lebontották és helyére újat építettek. A 2000-es évek előtt Mill Cityben, Gatesben és Idanhában önálló tankerületek működtek, azonban a gatesi általános iskola 2012-es bezárását követően ezeket Mill City-i központtal összevonták.
A Santiam Wolverines középiskolai kosárlabdacsapat több állami bajnokságot is megnyert.

## Média
A Mill City Logue-t 1926 és 1933 között adta ki Al és Arlene Van Dahl. Az 1931-től megjelent Western Stamp Collector sikere miatt a Logue kiadását megszüntették és Albanybe költöztek. Al 1964-ben elhunyt; Arlene Van Dahl a Western Stamp Collectort eladta a Jackson Newspapersnek, amely az újságot átnevezte. A Stamp Collector 2003-ban szűnt meg.
A Mill City Independent Press (korábban Mill City Enterprise) 1998 és 2014 között jelent meg; megszűnését követően a The Canyon Weekly érhető el.

## Fordítás
- Ez a szócikk részben vagy egészben  a   Mill City, Oreegon című angol Wikipédia-szócikk ezen változatának fordításán alapul.  Az eredeti cikk szerkesztőit annak laptörténete sorolja fel. Ez a jelzés csupán a megfogalmazás eredetét és a szerzői jogokat jelzi, nem szolgál a cikkben szereplő információk forrásmegjelöléseként.